# Silke Smulders
Silke Smulders (* 1. April 2001 in Loon op Zand) ist eine niederländische Radrennfahrerin.

## Sportlicher Werdegang
Als Juniorin fuhr Smulders 2018 und 2019 im UCI-Nationencup und war Mitglied der Nationalmannschaft bei Welt- und Europameisterschaften. In der U23 fuhr sie 2020 zunächst für das Vereinsteam Watersley Race and Development und wurde bei den Europameisterschaften Achte im Straßenrennen.
Mit der Verpflichtung bei Lotto Soudal Ladies für 2021 machte Smulders den Schritt in den professionellen Radsport. Sie fuhr nun erstmals Rennen der UCI Women’s WorldTour, darunter den Giro Donne. 2022 rückte sie bei Liv Racing-Xstra in ein WorldTeam auf. Bei der Fusion ihres Teams mit Jayco AlUla wurde sie Ende 2023 übernommen.
2024 machte Smulders deutliche Fortschritte. Durch einen erfolgreichen Ausreißversuch kam sie in der ersten Etappe der Vuelta Andalucía zusammen mit ihrer Teamkapitänin Mavi García vor dem Feld ins Ziel und erzielte ihren ersten Profisieg. Im Giro d’Italia Donne 2024 kam sie auf den 13. Rang. Gegen Ende der Saison machte sie auf der Schlussetappe der Simac Ladies Tour einen langen Ausreißversuch und wurde erst wenige Meter vor dem Ziel noch abgefangen. Durch den siebten Platz in der Gesamtwertung war sie dennoch erstmals in den Top 10 eines WorldTour-Rennens. Am Ende der Saison erhielt sie eine Vertragsverlängerung bis Ende 2026.
Smulders fuhr die ersten drei Ausgaben der Tour de France Femmes erfolgreich zu Ende. Zu Einsätzen für die Nationalmannschaft in der Elite kam sie bislang noch nicht.

## Erfolge
2024
eine Etappe Vuelta Andalucía